# Milenka

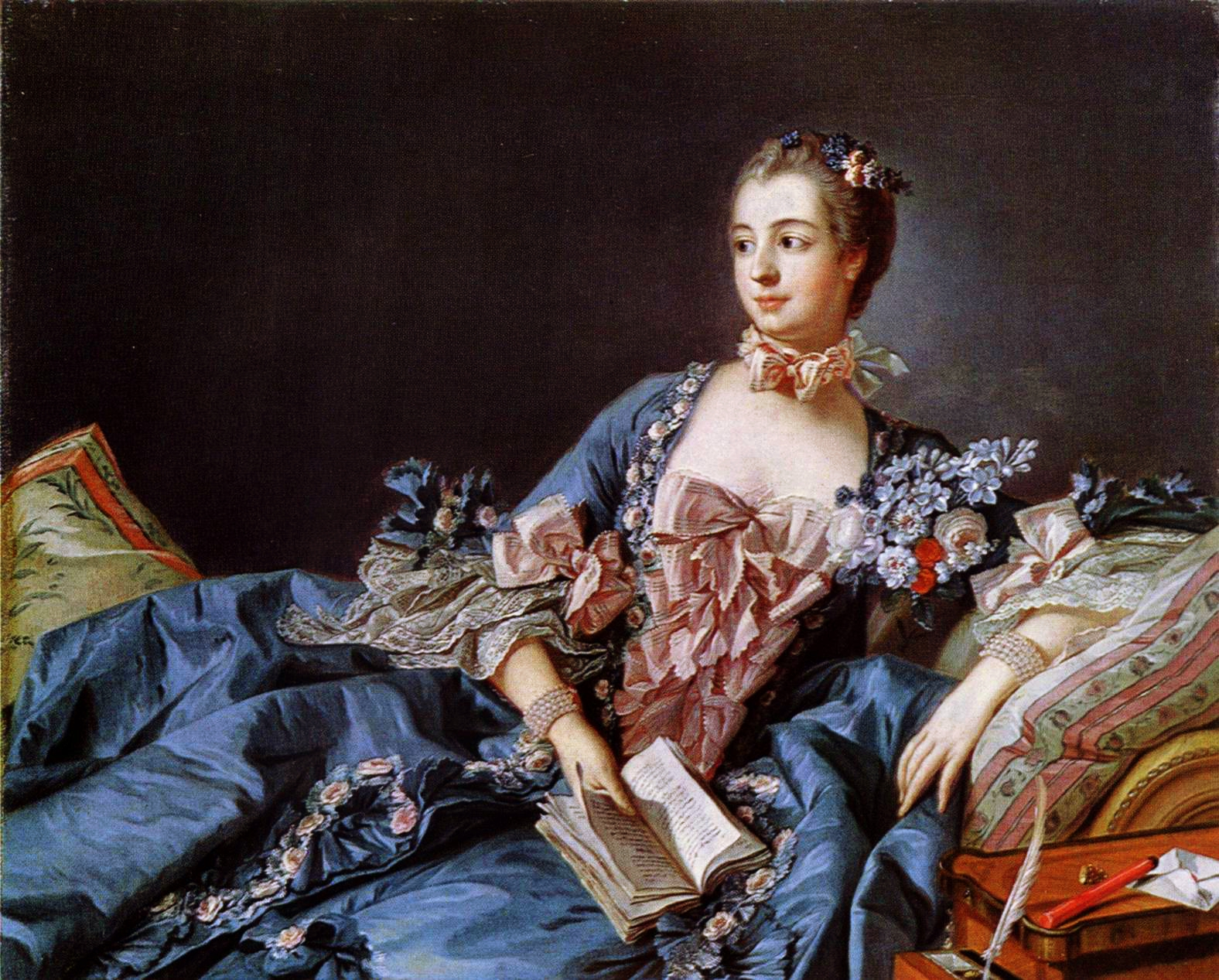
Madame de Pompadour, milenka Ludvíka XV., cca 1750

Milenka či milenec je nejčastěji označení pro sexuálního partnera v obecném smyslu a nebo současně pro označení osoby, která vystupuje jako třetí postava ve vztahu dvou lidí s citovými nebo sexuálními vazbami na jednu ze stran vztahu. Výraz milenec se využívá převážně pro označení osoby pro nemanželský poměr. V některých dobách bylo módní mít milence či milenku, v jiných dobách se jednalo o vážný prohřešek proti společenské etiketě.
Milenec nebo milenka může být příčinou rozvodu manželství.
Jiný význam má obecné označení milenci, které se využívá pro označení zamilovaných lidí, kteří si jsou blízcí.